# Azevedo Marçal

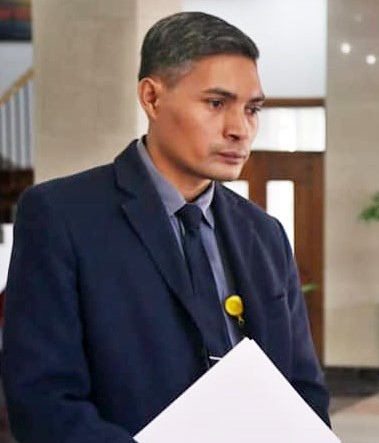
Azevedo Marçal (2022)

Azevedo Lourenço da Costa Marçal ist der Kabinettschef des osttimoresischen Premierministers Taur Matan Ruak.
Marçal hat einen Doktortitel für Wirtschaft und internationalen Handel inne von der Universität für Außenwirtschaft und Handel in Peking.
Marçal war technischer Chefkoordinator im Kabinett von José Luís Guterres, dem Präsidenten der Região Administrativa Especial de Oe-Cusse Ambeno (RAEOA), der bis Juni 2020 im Amt war. Danach wurde Marçal Berater des Premierministers für Öffentliche Finanzen und Gute Regierungsführung, bis er am 10. August 2020 Afonso Henriques Ferreira Corte-Real als Kabinettschef ablöste.